# Manuel Lanzini
Manuel Lanzini (* 15. února 1993 Ituzaingó) je argentinský profesionální fotbalista, který hraje na pozici ofensivního záložníka za argentinský klub CA River Plate. Mezi lety 2017 a 2019 odehrál také 5 utkání v dresu argentinské reprezentace, v nichž vstřelil 1 branku.
Předtím hrál za jihoamerické kluby River Plate, jehož je odchovancem, a za Fluminense. Přezdívá se mu „La Joya“ („klenot“).
Lanzini drží rekord za nejrychleji vstřelený gól v Superclásico (derby argentinských klubů River Plate a Boca Juniors), když se střelecky prosadil po pouhých 43 sekundách.

## Klubová kariéra

### River Plate
Lanzini hrával v mládí futsal v místním klubu Club Academia Kaly de Ituzaingó. Skaut Ramón Maddoni, který objevil hráče jako Juan Román Riquelme, Carlos Tévez či Esteban Cambiasso, jej chtěl na testy do CA Boca Juniors, ale mladý Lanzini pozvánku odmítl s tím, že chce hrát za River Plate. Do akademie River Plate se dostal v roce 2002 ve věku 9 let. V A-týmu soutěřbě debutoval 8. srpna 2010 v zápase proti Tigre v prvním zápase sezóny 2010/11 při výhře 1:0.
Stal se tak jedním z nejmladších hráčů, kteří debutovali v nejvyšší soutěži v dresu River Plate, ve věku 17 let, 5 měsíců a 24 dní (mladší byli pouze Daniel Villalva, Adolfo Pedernera a bývalý hráč Barcelony a Realu Madrid Javier Saviola)

#### Fluminense (hostování)
Dne 19. července 2011 odešel Lanzini na roční hostování do brazilského Fluminense za poplatek ve výši asi 400 tisíc dolarů s opcí na trvalý přestup na 15 miliónů dolarů.
Lanzini debutoval v týmu při vítězství 3:0 nad Figueirense. Svůj první soutěžní gól v kariéře vstřelil při vítězství 2:1 proti São Paulu. Přes dobré Lanziniho výkony se Fluminense rozhodlo nevyužít opci na trvalý přestup, a tak se vrátil zpět do River Plate.

#### Návrat do River Plate
Během 12. kola Torneo Final 2013 vstřelil svůj první gól v Superclásicu, jednom z největších fotbalových derby na světě, při remíze 1:1 proti Boca Juniors; svou branku vstřelil již 43 sekund po úvodním hvizdu, a k roku 2018 drží rekord pro nejrychleji vstřelený gól v historii tohoto derby.
Rok 2014 byl jedním z nejlepších let v historii River Plate. Klub vyhrál jak nejvyšší argentinskou ligu, tak Copa Sudamericana 2014. Lanzini hrál zejména při prvenství v Torneo Final klíčovou roli, když v 18 zápasech vstřelil 2 branky a dalších 7 asistencí.

### Al Jazira Club
Dne 6. srpna 2014 přestoupil Lanzini do klubu Al Jazira ze Spojených arabských emirátů za 6 miliónů dolarů. V klubu podepsal lukrativní čtyřletou smlouvu. Stal se tak, ve věku 21 let, nejmladším zahraničním hráčem, který hrál UAE Arabian Gulf League.

### West Ham United
Dne 22. července 2015 odešel Lanzini na roční hostování do anglického prvoligového klubu West Ham United, s opcí na trvalý přestup na konci sezóny. Debutoval 6. srpna ve třetím předkole Evropské ligy UEFA proti rumunské Astře Giurgiu; ve třetí minutě utkání otveřel skóre, nicméně Hammers prohráli 2:1 a do dalšího kola nepostoupili. Svůj ligový debut si odbyl 15. srpna, když v 76. minutě domácí porážky 1:2 s Leicesterem vystřídal Cheikhou Kouyatého. 29. srpna vstřelil svůj první ligový gól ve třetí minutě utkání proti Liverpoolu a následně asistoval na gól Marka Noblea, a pomohl Hammers k výhře 3:0; jednalo se o první vítězství klubu na Anfieldu od roku 1963. V březnu 2016 West Ham potvrdila, že 1. července 2016 využije opci na trvalý přestup Lanziniho.
Dne 9. května 2017 se stal druhým nejlepším hráčem West Hamu za sezónu 2016/17, a to jak podle fanoušků, tak podle hráčů (obě ankety vyhrál Michail Antonio). Lanzini odehrál v sezóně 39 zápasů, v nichž vstřelil 8 branek.
Lanzini nastoupil do prvního utkání v sezóně 2017/18 26. srpna 2017 při porážce 3:0 proti Newcastle United. V utkání jej nepříjemně do obličeje zasáhl svým loktem Aleksandar Mitrović, který dostal za tento incident trest na tři ligová utkání. Lanzini vstřelil svůj první gól v sezóně 4. listopadu 2017 při porážce 1:4 s Liverpoolem, 13. ledna 2018 se dvakrát střelecky prosadil při výhře 4:1 nad Huddersfieldem. Dne 13. května dvakrát skóroval při vítězství 3:1 nad Evertonem v posledním kole sezóny.
Své 100. utkání v Premier League odehrál 31. srpna 2019 proti Norwichi. Po utkání podepsal novou smlouvu do 30. června 2023. 9. listopadu utrpěl Lanzini zlomeninu klíční kosti během porážky 3:0 s Burnley.
Dne 18. října 2020, ve svém prvním ligovém zápase sezóny 2020/21, vstřelil Lanzini svůj první gól v sezóně v zápase proti Tottenhamu Hotspur. West Ham prohrával 3:0 až do 82. minuty a ve čtvrté minutě nastavení vstřelil Lanzini nádhernou vyrovnávací branku z 20 metrů; za tuto branku následně získal ocenění pro gól měsíce října v Premier League. Díky Lanziniho brance se West Ham stal prvním týmem v historii Premier League, který se neprohrál zápas, ve kterém prohrával o tři a více gólů v 81. minutě.

## Reprezentační kariéra
V květnu 2016 byl Lanzini nominován do argentinského týmu na závěrečný turnaj na olympijských hrách 2016 v Rio de Janeiru. Z nominace byl v červenci vyřazen kvůli zranění během reprezentačního tréninku v Miami. V květnu 2017 byl Lanzini poprvé povolán do seniorské reprezentace Jorgem Sampaolim pro nadcházející přátelské zápasy proti Brazílii a Singapuru; Lanzini debutoval 9. června v zápase proti Brazílii, když v 81. minutě vystřídal Évera Banegu při vítězství 1:0. 23. března 2018 vstřelil svoji první reprezentační branku, kterou vstřelil v přátelském zápase proti Itálii na Etihad Stadium v Manchesteru.
Dne 21. května 2018 byl nominován na závěrečný turnaj Mistrovství světa 2018 v Rusku. Dne 8. června 2018 byl Lanzini z týmu opět vyřazen kvůli zranění, které utrpěl během tréninku; jednalo se o zranění předního kolenního vazu.

## Statistiky

### Klubové
K 1. říjnu 2021
| Klub               | Sezóna          | Liga                    | Liga   | Liga | Národní pohár | Národní pohár | Ligový pohár | Ligový pohár | Kontinentální poháry | Kontinentální poháry | Celkem | Celkem |
| Klub               | Sezóna          | Liga                    | Zápasy | Góly | Zápasy        | Góly          | Zápasy       | Góly         | Zápasy               | Góly                 | Zápasy | Góly   |
| ------------------ | --------------- | ----------------------- | ------ | ---- | ------------- | ------------- | ------------ | ------------ | -------------------- | -------------------- | ------ | ------ |
| River Plate        | 2010/11         | Primera División        | 22     | 0    | 0             | 0             | —            | —            | —                    | —                    | 22     | 0      |
| River Plate        | 2012/13         | Primera División        | 26     | 8    | 0             | 0             | —            | —            | 0                    | 0                    | 26     | 8      |
| River Plate        | 2013/14         | Primera División        | 35     | 4    | 0             | 0             | —            | —            | 6                    | 1                    | 41     | 5      |
| River Plate        | Celkem          | Celkem                  | 83     | 12   | 0             | 0             | —            | —            | 6                    | 1                    | 89     | 13     |
| Fluminense (host.) | 2011            | Série A                 | 22     | 2    | 0             | 0             | —            | —            | 0                    | 0                    | 22     | 2      |
| Fluminense (host.) | 2012            | Série A                 | 6      | 1    | 0             | 0             | —            | —            | 5                    | 0                    | 11     | 1      |
| Fluminense (host.) | Celkem          | Celkem                  | 28     | 3    | 0             | 0             | —            | —            | 5                    | 0                    | 33     | 3      |
| Al Jazira          | 2014/15         | UAE Arabian Gulf League | 24     | 8    | 0             | 0             | —            | —            | 1                    | 0                    | 25     | 8      |
| West Ham United    | 2015/16 (host.) | Premier League          | 26     | 6    | 3             | 0             | 1            | 0            | 1                    | 1                    | 31     | 7      |
| West Ham United    | 2016/17         | Premier League          | 35     | 8    | 1             | 0             | 3            | 0            | 0                    | 0                    | 39     | 8      |
| West Ham United    | 2017/18         | Premier League          | 27     | 5    | 1             | 0             | 1            | 0            | 0                    | 0                    | 29     | 5      |
| West Ham United    | 2018/19         | Premier League          | 10     | 1    | 0             | 0             | 0            | 0            | 0                    | 0                    | 10     | 1      |
| West Ham United    | 2019/20         | Premier League          | 24     | 0    | 2             | 0             | 0            | 0            | 0                    | 0                    | 26     | 0      |
| West Ham United    | 2020/21         | Premier League          | 17     | 1    | 3             | 0             | 3            | 0            | 0                    | 0                    | 23     | 1      |
| West Ham United    | 2021/22         | Premier League          | 2      | 0    | 0             | 0             | 1            | 1            | 2                    | 0                    | 5      | 1      |
| West Ham United    | Celkem          | Celkem                  | 141    | 21   | 10            | 0             | 9            | 1            | 3                    | 1                    | 163    | 23     |
| Celkem             | Celkem          | Celkem                  | 276    | 44   | 10            | 0             | 9            | 1            | 15                   | 2                    | 310    | 47     |

### Reprezentační
K 11. září 2019
| Argentina | Argentina | Argentina |
| Rok       | Zápasy    | Góly      |
| --------- | --------- | --------- |
| 2017      | 2         | 0         |
| 2018      | 2         | 1         |
| 2019      | 1         | 0         |
| Celkem    | 5         | 1         |

#### Reprezentační góly
K zápasu odehranému 11. září 2019. Skóre a výsledky Argentiny jsou vždy zapisovány jako první
| Gól | Datum           | Místo                              | Soupeř | Skóre | Výsledek | Soutěž          |
| --- | --------------- | ---------------------------------- | ------ | ----- | -------- | --------------- |
| 1.  | 23. března 2018 | Etihad Stadium, Manchester, Anglie | Itálie | 2:0   | 2:0      | Přátelský zápas |

## Ocenění

### Klubové

#### Fluminense
- Campeonato Brasileiro Série A: 2012[41]

#### River Plate
- Primera División: Torneo Final 2014[42]

### Reprezentační

#### Argentina
- Superclásico de las Américas: 2017[43]

### Individuální
- Hráč roku West Hamu United podle hráčů: 2016/17[44]
- Gól měsíce Premier League: říjen 2020[45]